# Rafik Schami

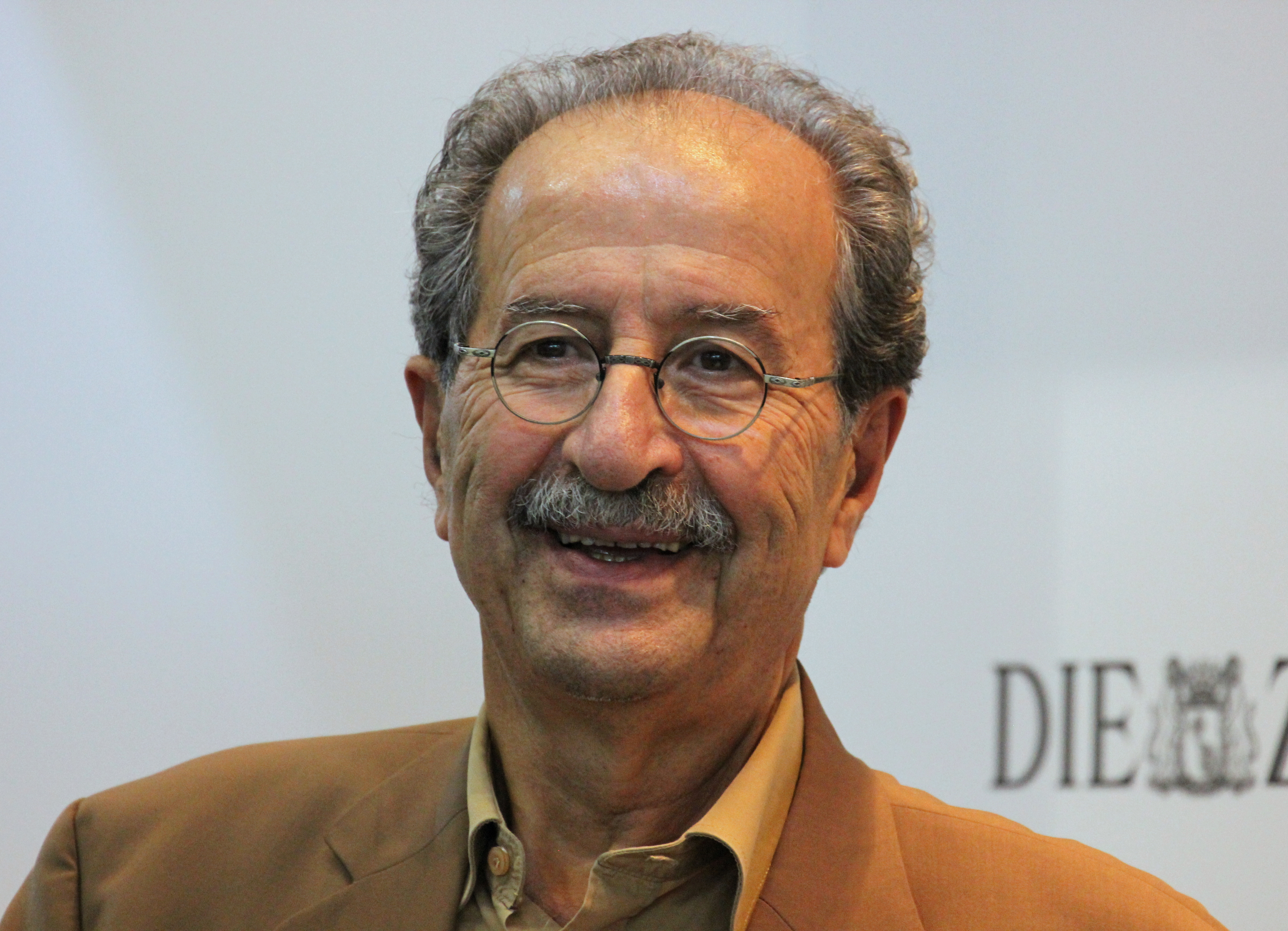
Rafik Schami auf der Frankfurter Buchmesse 2017

Rafik Schami  (arabisch رفيق شامي, DMG Rafīq Šāmī; * 23. Juni 1946 als Suheil Fadel, سهيل فاضل, DMG Suhail Fāḍil, in Damaskus) ist ein syrisch-deutscher Schriftsteller. Er ist einer der erfolgreichsten deutschen Schriftsteller der interkulturellen Literatur.

## Leben
Rafik Schami stammt aus einer christlichen, melkitisch-katholischen Familie und wuchs unter seinem bürgerlichen Namen Suhail Fadil mit mehreren Geschwistern im christlichen Viertel der Altstadt von Damaskus auf. Vor dem Hintergrund seiner Eltern, die aus Maalula nach Damaskus gekommen waren, bezeichnet er sich einerseits als „Aramäer“, andererseits aber auch als „christlichen Araber“.  Neben Französisch und Arabisch lernte er in seiner Jugendzeit auch das in Maalula gesprochene Aramäisch sowie Englisch. Er besuchte in Damaskus zwölf Jahre lang die Schule der melkitischen griechisch-katholischen Kirche nahe der Kathedrale Unserer Frau an-Niah in der al-Zaitun-Gasse. Fadels Vater, der sich als Neuankömmling in Damaskus als Bäcker etabliert hatte, wollte, dass sein Sohn katholischer Priester würde, und schickte ihn in ein jesuitisches Kloster-Internat im Norden des Libanons. Dieser hielt es im dortigen Internat jedoch nicht aus und kehrte nach schwerer Krankheit nach Damaskus zurück, wo er Chemie, Mathematik und Physik studierte. Schon mit neunzehn Jahren hatte er sich der Literatur verschrieben, gründete und leitete 1966 in der Altstadt von Damaskus die Wandzeitung Al-Muntalak (dt. ‚Ausgangspunkt‘), die 1969 verboten wurde.
1970 verließ Rafik Schami sein Heimatland Syrien und fuhr zunächst in den Libanon –, zum einen, um dem Militärdienst zu entgehen, zum anderen, weil er wegen der Zensur nach eigenen Angaben „zu ersticken“ drohte. 1971 wanderte er in die Bundesrepublik Deutschland aus. Er sprach anfangs kein Deutsch und musste diese Sprache mühsam erlernen. Er setzte sein Chemiestudium in Heidelberg fort und schloss es 1979 mit der Promotion ab. Neben seinem Studium nahm er verschiedene Aushilfsjobs in Fabriken, Kaufhäusern, Restaurants und auf Baustellen an. Er veröffentlichte zahlreiche Texte in Zeitschriften und Anthologien, zunächst in arabischer Sprache. Nachdem 1977 sein erster deutscher Text erschienen war, schrieb er nunmehr ausschließlich auf Deutsch. 1978 erschien mit Andere Märchen sein erstes Buch in deutscher Sprache. 1980 war er Mitbegründer der Literaturgruppe „Südwind“ und des PoLiKunst-Vereins (= Polynationaler Literatur- und Kunstverein). Von 1980 bis 1985 war Rafik Schami Mitherausgeber und Autor der Reihe „Südwind-Gastarbeiterdeutsch“ und der Reihe „Südwind-Literatur“ (insgesamt 13 Bände).
Für sein Werk hat er zahlreiche Auszeichnungen und Preise erhalten. Sein Erfolg gründet sich nicht zuletzt auf seine zahlreichen Lesungen, bei denen er sein Talent zum freien Fabulieren entfaltet. Der Verkauf des einmillionsten Exemplars der Taschenbücher Schamis bei dtv im Januar 2005 zeugt von seiner gleichbleibend großen Beliebtheit beim deutschen Publikum.
Rafik Schami engagiert sich seit vielen Jahren für die Aussöhnung zwischen Palästinensern und Israelis und versucht bei vielen Gelegenheiten, für diese Aufgabe zu werben, so z. B. auf Kongressen, in seinem umfangreichen essayistischen Werk und nicht zuletzt als Herausgeber der Aufsatzsammlung Angst im eigenen Land (2001), in der Araber wie Israelis zu Wort kommen und zum Israel-Palästina-Konflikt Stellung nehmen. Schami wurde während der Frankfurter Buchmesse 2004 von staatlich loyalen Autoren aus der arabischen Welt scharf kritisiert. Anlass dazu waren Schamis Aussagen über die Situation von Autoren in den arabischen Ländern in einem stern-Interview.
Schami lebt als freier Schriftsteller in der pfälzischen Gemeinde Marnheim im Donnersbergkreis. Er besitzt die Staatsbürgerschaften von Syrien und Deutschland. 1990 lernte er die Zeichnerin und Autorin Root Leeb kennen, mit der er seit 1991 verheiratet ist und einen Sohn hat. Root Leeb illustrierte eine große Anzahl seiner Bücher, gestaltete die Titelbilder aller bei dtv erschienenen Bücher Schamis und gab ihnen so ein unverwechselbares Design. Der Sohn, Emil Fadel (* 1992), wurde mit dem Gewinn des Martha-Saalfeld-Förderpreises 2014 erstmals als Schriftsteller einer größeren Öffentlichkeit bekannt.
2010 erhielt Schami die Brüder-Grimm-Professur der Universität Kassel. Seine Vorlesungen beschäftigten sich mit der Erzählkunst. Bisherige Inhaber waren unter anderen die Literaturnobelpreisträgerin Herta Müller sowie Christoph Hein und Klaus Harpprecht.

## Literarische Bedeutung

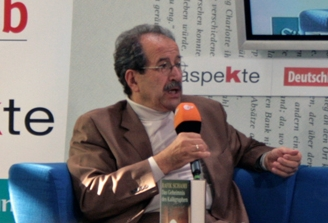
Rafik Schami, 2008

Die bestimmenden Themen von Schamis Werk sind das Leben von Migranten in Deutschland, die Darstellung der arabischen und insbesondere der syrischen Welt in Vergangenheit, Gegenwart und in der Utopie, Politik und Gesellschaft sowie das Erzählen selbst. Schami gilt als ein begnadeter Erzähler. Er trägt entsprechend der Erzähltradition seiner Heimatstadt Damaskus seinem Publikum seine Geschichten am liebsten mündlich vor. Ein wesentliches Merkmal von Schamis Stil ist seine Nähe zur oralen Tradition des arabischen Geschichtenerzählens im Sinne einer Integration der arabischen und der deutschen Tradition von Erzählung. Seine Bücher sind vorwiegend Sammlungen von Geschichten, wobei die Erzählungen bewusste Anklänge an die Geschichten von Tausendundeiner Nacht beinhalten. Innerhalb einer rein narrativen Rahmenhandlung wird eine Serie von ebenfalls mündlich vermittelten Geschichten entfaltet. Schon als Kind erzählte er seinen Freunden in den Straßen von Damaskus Geschichten; auch seine heutigen öffentlichen Auftritte sind weniger typische Lesungen als freie Wiedererzählungen seiner Werke.
In der ersten Phase seines deutschsprachigen Schreibens widmete sich Schami sowohl der Märchenwelt Arabiens als auch dem Leben Fremder in Deutschland. Seine Bücher bieten damit einerseits einen faszinierenden Einblick in die auf manche Leser sehr fremd wirkenden orientalischen Lebens- und Gedankenwelten und zeigen andererseits den aufmerksamen Blick des Fremden auf die Eigenheiten Deutschlands, das ihm zur zweiten Heimat wurde. Dabei ist es Schamis Ziel, den deutschen Lesern die Vielfalt der arabischen Welt nahezubringen und so zur Vermittlung zwischen Orient und Okzident beizutragen. Zudem wird er zu einem Initiator der sogenannten Gastarbeiterliteratur. Allerdings ist es ihm relativ schnell gelungen, sich aus den Gattungsgrenzen der ‚Gastarbeiterliteratur’ zu lösen und seinen eigenen Stil zu finden. Dabei ist zu beobachten, dass am Anfang seines literarischen Schaffens in der Wahl der Handlungsorte eine strenge Trennung zwischen Orient, der Verarbeitung von Kindheits- und Jugenderfahrungen, und Okzident, der Darstellung des Lebens eines Fremden im anderen Land, gezogen wird. Erst mit dem Roman Reise zwischen Nacht und Morgen (1995) wird diese Trennung aufgegeben, und Schami beginnt, das ‚Hin und Her’ zwischen den Welten zu thematisieren (Die Sehnsucht der Schwalbe, 2000). In zahlreichen Essays und literarischen Texten begibt er sich in die Rolle eines Vermittlers zwischen Orient und Okzident. Höhepunkt dieser Vermittlerrolle ist die poetische Auseinandersetzung mit Goethe in Der geheime Bericht über den Dichter Goethe, der eine Prüfung auf einer arabischen Insel bestand (1999), der erste ins Arabische übersetzte Text Schamis. Schamis Literatur spiegelt so den Prozess eines allmählichen Heimischwerdens im neuen Land.
Rafik Schami spricht mit seiner Literatur Leser jeglichen Alters an. Seine Veröffentlichungen verwenden dabei viele verschiedene Genres, sie erstrecken sich vom Bilderbuch etwa mit Wie ich Papa die Angst vor Fremden nahm (2003) über das Kinderbuch, zum Beispiel Luki. Die Abenteuer eines kleinen Vogels (1993), den gesellschaftskritischen Roman für jugendliche und erwachsene Leser, z. B. Der ehrliche Lügner (1992) oder Milad (1997), bis zum politischen Essay und der politischen Buchveröffentlichung wie Mit fremden Augen (2002), vom Märchen, vgl. z. B. die Sammlung Malula. Märchen und Märchenhaftes aus meinem Dorf (1987), bis zur Satire, so z. B. die Sammlung Der Fliegenmelker (1985), vom autobiographischen Jugendroman Eine Hand voller Sterne (1987) bis zum autobiographisch geprägten satirischen Roman für Erwachsene, Sieben Doppelgänger (1999). Rafik Schami hat eine für die deutsche Literaturlandschaft neue Form des orientalisch-okzidentalen Schreibens entwickelt – der bisherige Höhepunkt seines literarischen Schaffens ist der umfangreiche Roman Die dunkle Seite der Liebe (2004), der auch von der Literaturkritik beachtet und hochgelobt wurde. Dieser Roman ist vor allem eine autobiographisch gefärbte Auseinandersetzung mit der Geschichte Syriens von 1870 bis zum Jahr 1970, der Ausreise des Autors aus Damaskus.
In der 2006 erschienenen Essaysammlung Damaskus im Herzen und Deutschland im Blick zeichnet Schami ein düsteres Bild der arabischen Welt. Die „Wurzeln einer kranken Gesellschaft“ sieht Schami in einer diktatorischen Unterdrückung der Araber in unterschiedlichen Gewändern, die unter Muʿāwiya I. begonnen habe und sich bis heute fortsetze. Er wehrt sich in diesem Zusammenhang entschieden gegen die Glorifizierung von Saladin, den er als „gnadenlosen Fanatiker“ bezeichnet, der Kritiker skrupellos habe hinrichten lassen. Jahrhundertelange Überwachung und Kontrolle und die daraus resultierende Angst habe das arabische Volk „gelähmt und schizophren“ werden lassen. Öffentlich beuge es sich dem Diktat, nach innen hin spotte es über die Regime und fühle sich überlegen, ohne zu merken, dass es sich an die Fesseln der Unterdrückung gewöhnt habe. Die Machthaber wiederum würden hemmungslos „wirtschaftliche Katastrophen in Erfolgsmeldungen“ umdichten sowie „Clan-, Vettern- und Mafiawirtschaft“ unter dem Deckmantel politischer Ideologien betreiben. Die „gegenseitige Lüge“ sei „neben der arabischen Sprache eine der elementaren gemeinsamen Eigenschaften arabischer Länder.“ Arabische Kinder würden mit dieser Lüge groß. Nach außen hin gelte es, dichtzuhalten, nach innen hin gälten unbedingte Treue zur Familie und Sippe. Dies habe zu einer „Selbstzensur“ geführt, jede Kritik gelte dadurch als gefährliche „Nestbeschmutzung“. Dadurch würden auch „Fehltritte der Angehörigen mit Schweigen“ beantwortet. In diesem Zusammenhang führt Schami die Unterdrückung der Frau auf das gekränkte Ehrgefühl des arabischen Mannes zurück, der sich nicht traut, sich öffentlich zur Wehr zu setzen, und sich dafür in der Familie umso autoritärer gibt. Schami kritisiert auch die fehlende Pressefreiheit in der arabischen Welt. Wo die „Freiheit des Wortes mit Füßen getreten“ werde, könne man „primäre Nachrichten nicht über den eigenen Rundfunk oder die Zeitung bekommen.“
Im 2008 erschienenen Buch Das Geheimnis des Kalligraphen erzählt Rafik Schami ornamental von Kunst und Eheleben in Damaskus. Die Geschichte spielt im Damaskus der 1950er-Jahre und besteht aus zwei großen Erzählungen: eine verborgene, geheime Liebesgeschichte und die Geschichte des Kalligraphen, die zugleich eine Geschichte der Reformierung der arabischen Schrift und zum Mittelpunkt einer politischen Verschwörung wird.

## Übersetzungen
Rafik Schamis Bücher sind bisher in 34 Sprachen erschienen: Arabisch, Baskisch, Bosnisch, Bulgarisch, Chinesisch, Dänisch, Deutsch, Englisch, Estnisch, Finnisch, Französisch, Galizisch, Griechisch, Hebräisch, Italienisch, Japanisch, Katalanisch, Koreanisch, Kroatisch, Niederländisch, Norwegisch, Persisch, Polnisch, Portugiesisch, Russisch, Schwedisch, Serbisch, Slowenisch, Spanisch, Tschechisch, Türkisch, Ungarisch, Urdu und Usbekisch.

## Pseudonym
Das Pseudonym Rafik Schami (رفيق شامي, DMG Rafīq Šāmī) bedeutet „Freund aus Damaskus“. Im Arabischen bezeichnet asch-Schām (الشام / aš-Šām, „der Norden“) die Levante oder genauer die Region zwischen Euphrat und Sinai im Nahen Osten. Im modernen Arabischen kann شام / Šām „Syrien“, insbesondere auf Syrisch-Arabisch aber auch „Damaskus“ (eigentlich دمشق / Dimašq), شامي / šāmī somit „syrisch“ oder „aus Damaskus“ bedeuten. رفيق / rafīq steht für Gefährte, Begleiter, Kamerad, Freund, Genosse beziehungsweise freundlich, gütig.

## Auszeichnungen
- 1985 Adelbert-von-Chamisso-Preis (Förderpreis, für das Gesamtwerk)
- 1986 Thaddäus-Troll-Preis (BRD, für „Der Fliegenmelker“)
- 1987 Die blaue Brillenschlange (Schweiz, für „Eine Hand voller Sterne“)
- 1987 Ehrenliste des Staatspreises (Österreich, für das Gesamtwerk)
- 1987 Preis der Leseratten (ZDF, für „Eine Hand voller Sterne“)
- 1987 La vache qui lit / Zürcher Kinderbuchpreis (Schweiz, für „Eine Hand voller Sterne“)
- 1989 Smelik-Kiggen-Preis (Niederlande, für das Gesamtwerk)
- 1990 Rattenfänger-Literaturpreis (BRD, für „Erzähler der Nacht“)
- 1990 Phantastik-Preis der Stadt Wetzlar (für „Erzähler der Nacht“)
- 1991 Mildred L. Batchelder Award (USA, für „Eine Hand voller Sterne“)
- 1993 Adelbert-von-Chamisso-Preis
- 1994 Hermann-Hesse-Preis (für „Der ehrliche Lügner“)
- 1995 Preis der Deutschen Schallplattenkritik (BRD)
- 1996 Prix de Lecture à deux voix 96 (Frankreich, für „Der Schnabelsteher“)
- 1996 Preis der Deutschen Schallplattenkritik (BRD)
- 1997 Storytelling World Award (USA)
- 1997 Hans-Erich-Nossack-Preis (für das Gesamtwerk)
- 1999 Buch des Monats Februar (Volkacher Akademie, für „Der geheime Bericht über den Dichter Goethe“)
- 2003 Weilheimer Literaturpreis
- 2003 Kunstpreis Rheinland-Pfalz
- 2007 Nelly-Sachs-Preis
- 2009 Book of the Year Awards, Silber für „Die dunkle Seite der Liebe“
- 2010 IPPY-Goldmedaille für „Die dunkle Seite der Liebe“
- 2010 Brüder-Grimm-Professur der Universität Kassel
- 2011 Georg-K.-Glaser-Preis (für „Die Narbe des Hammels“)
- 2011 Preis Gegen Vergessen – Für Demokratie
- 2012 Eine Stadt. Ein Buch. der Stadt Wien für den Roman „Eine Hand voller Sterne“
- 2013 Das Hamburger Tüddelband für Kinder- und Jugendbuchautoren
- 2015 Hermann-Sinsheimer-Preis der Stadt Freinsheim
- 2015 Auswahl von „Eine Hand voller Sterne“ als Ein Buch für die Stadt (Köln)
- 2015 Preis der Stiftung Bibel und Kultur (verliehen beim Deutschen Evangelischen Kirchentag in Stuttgart, Laudatio durch Michael Köhlmeier unter dem Titel: "Scheherazades Bruder"[15])
- 2015 Großer Preis der Akademie für Kinder- und Jugendliteratur
- 2016 Goldene Zeile des Deutschen Journalisten-Verbands (DJV), Bezirk Pfalz[16]
- 2018 Elisabeth-Langgässer-Literaturpreis
- 2018 Gustav-Heinemann-Friedenspreis für Kinder- und Jugendbücher, insbesondere für Sami und der Wunsch nach Freiheit
- 2018 Jugendbuchpreis FRIEDOLIN für Sami und der Wunsch nach Freiheit
- 2022 Carl-Zuckmayer-Medaille[17]
- 2024 Grimm-Bürgerdozentur, Hanau am 1. Oktober 2024[18][19]

## Werke
- mit Angelika Sahra: Andere Märchen. Progress-Dritte-Welt-Verlag, Bonn 1978, ISBN 3-88253-014-6.
- Luki, das Abenteuer eines kleinen Vogels. (= Göttinger Fischer-Buch). Fischer, Göttingen 1983, ISBN 3-439-82826-3.
- Das Schaf im Wolfspelz. Märchen und Fabeln. (= Das andere Märchen. Band 1). Illustrationen von Barbara Rieder. Pad, Dortmund 1982, ISBN 3-88515-030-1; Neuer Malik Verlag, Kiel 1986, ISBN 3-89029-158-9; dtv 11026, München 1989, ISBN 3-423-11026-0.
- Das letzte Wort der Wanderratte. Märchen, Fabeln und phantastische Geschichten. (= Südwind-Literatur). Illustriert von Erika Rapp, Neuer Malik Verlag, Kiel, 1984, ISBN 3-89029-153-8; dtv 10735, München 1987, ISBN 3-423-10735-9.
- Weshalb darf Babs wieder lachen? (= Göttinger Gänseliesel-Bücher). Fischer, Göttingen 1985, ISBN 3-439-82003-3.
- Der Fliegenmelker und andere Erzählungen aus Damaskus. Das Arabische Buch, Berlin 1985; dtv 11081, München 1989, ISBN 3-423-11081-3.
- Der erste Ritt durchs Nadelöhr: noch mehr Märchen, Fabeln & phantastische Geschichten. (= Südwind-Literatur). Illustriert von Erika Rapp. Neuer Malik Verlag, Kiel 1985, ISBN 3-89029-156-2; dtv 10896, München 1988, ISBN 3-423-10896-7.
- Der Kameltreiber von Heidelberg. Ein Hörspiel und die Geschichten „Der Schmetterling“ und Bobo und Susu: als der Elefant sich in eine Maus verliebte. Illustriert von Erika Rapp. Jungbrunnen, Wien/München 1986, ISBN 3-7026-5588-3.
- Verrückt zu sein ist gar nicht so einfach. 1 MC, Network-Medien-Cooperative, Frankfurt am Main 1987.
- Malula: Märchen und Märchenhaftes aus meinem Dorf. Neuer Malik Verlag, Kiel 1987, ISBN 3-89029-161-9; dtv 11219, München 1990, ISBN 3-423-11219-0 (überarbeitet ab der 6. Auflage 1994 als Märchen aus Malula erschienen).
- Eine Hand voller Sterne. Beltz, Weinheim 1987, ISBN 3-407-80822-4; dtv, München 1995, ISBN 3-423-11973-X.
- Die Sehnsucht fährt schwarz: Geschichten aus der Fremde. dtv 10842, München 1988, ISBN 3-423-10842-8.
- Erzähler der Nacht. Beltz, Weinheim 1989, ISBN 3-407-80038-X; als Hörbuch gelesen von Felix von Manteuffel, illustriert von Dorothea Göbel. Beltz & Gelberg, Weinheim 2006, ISBN 3-407-80978-6.; dtv, München 1994, ISBN 3-423-11915-2.
- Der Wunderkasten. Illustriert von Peter Knorr. Beltz, Weinheim 1990, ISBN 3-407-80363-X; als Hörbuch: Rafik Schami erzählt: Der Wunderkasten. 1 MC, Beltz & Gelberg, Weinheim/Basel 1990, ISBN 3-407-80373-7.
- Der fliegende Baum. Die schönsten Märchen, Fabeln und phantastischen Geschichten. Illustriert von Root Leeb, Neuer Malik Verlag, Kiel 1991, ISBN 3-89029-066-3.
- Vom Zauber der Zunge. Reden gegen das Verstummen. (= Der Bärenhüter Im Waldgut). Im Waldgut, Frauenfeld 1991, ISBN 3-7294-0071-1; dtv 12434, München 1998, ISBN 3-423-12434-2.
- Der ehrliche Lügner. Roman von tausendundeiner Lüge. Beltz & Gelberg, Weinheim/Basel 1992, ISBN 3-407-78987-4; dtv 12203, München 1996, ISBN 3-423-12203-X.
- Der Fliegenmelker: Geschichten aus Damaskus. Illustriert von Root Leeb. Neuer Malik Verlag, Kiel 1993, ISBN 3-89029-080-9.
- Das ist kein Papagei. Illustrationen von Wolf Erlbruch. dtv 63020, München 1994, ISBN 3-423-62020-X.
- Zeiten des Erzählens. (= Herder-Spektrum. Band 4259). Herausgegeben von Erich Jooß. Herder, Freiburg im Breisgau/Basel/Wien 1994, ISBN 3-451-04259-2.
- Der brennende Eisberg. Eine Rede, ihre Geschichte und noch mehr. (= Bärenhüter im Waldgut). Waldgut, Frauenfeld 1994, ISBN 3-7294-0204-8.
- Schulgeschichten. (= Weilheimer Hefte zur Literatur. Band 41). Deutschlehrer am Gymnasium Weilheim 1995.
- Reise zwischen Nacht und Morgen. Hanser, München/Wien 1995, ISBN 3-446-17864-3; dtv 62083, München 1995, ISBN 3-423-62083-8.
- Loblied und andere Olivenkerne. Hanser, München 1996, ISBN 3-446-18638-7.
- Die Sehnsucht fährt schwarz. Geschichten aus der Fremde. (= dtv. 10842). München 1996, ISBN 3-423-10842-8.
- Gesammelte Olivenkerne. Aus dem Tagebuch der Fremde. Illustriert von Root Leeb. Hanser München/Wien 1996, ISBN 3-446-18638-7; dtv 12771, München 1997, ISBN 3-423-12771-6.
- Hürdenlauf oder von den unglaublichen Abenteuern, die einer erlebt, der seine Geschichte zu Ende erzählen will. Rede in der Johann-Wolfgang-Goethe-Universität, Frankfurt am 28. Juni 1996  mit Werkverzeichnis und Literatur zum kinder- und jugendliterarischen Werk. Freundeskreis des Instituts für Jugendbuchforschung der Johann-Wolfgang-Goethe-Universität Frankfurt am Main 1996 (Jahresgabe des Freudenkreises).
- Milad. Von einem der auszog, um einundzwanzig Tage satt zu werden. Hanser, München 1997, ISBN 3-446-19129-1.
- Der erste Kuss nach drei Jahren. dtv 8370, München 1997, ISBN 3-423-08370-0 (Teilausgabe von: Die Sehnsucht fährt schwarz).
- Der erste Ritt durchs Nadelöhr. Noch mehr Märchen, Fabeln & phantastische Geschichten. dtv 10896, München 1998, ISBN 3-423-10896-7.
- Erich Jooß (Hrsg.): Damals dort und heute hier. Über Fremdsein. Herder, Freiburg im Breisgau 1998, ISBN 3-451-04609-1. (Es handelt sich um ein „biographisches“ Gesprächsbuch, einen Gedankenaustausch per Telefax, die Fragen stellte Erich Jooß)
- Albin und Lila. Illustriert von Els Cools & Oliver Streich, NordSüd Gossau/Zürich/Hamburg/Salzburg 1999, ISBN 3-314-00988-7 (Kinderbuch).
- mit Uwe-Michael Gutzschhahn: Der geheime Bericht über den Dichter Goethe. Wie er eine Prüfung auf einer arabischen Insel bestand. Hanser, München 1999, ISBN 3-446-19639-0; dtv 62068, München 2001, ISBN 3-423-62068-4.
- Sieben Doppelgänger. Hanser, München/Wien 1999, ISBN 3-446-19680-3; dtv 12936, München 2001, ISBN 3-423-12936-0.
- als Herausgeber: Wie kam die Axt in den Rücken des Zimmermanns. Mörderische Geschichten über Handwerker und andere Dienstleister. Sanssouci, München 1999, ISBN 3-7254-1136-0. (Erzählungen von Franz Hohler, Ulrich Knellwolf, Michael Krüger)
- Zeiten des Erzählens. Mit neuen zauberhaften Geschichten. (= Herder-Spektrum. Band 4997). Herausgegeben von Erich Jooß. Herder, Freiburg 2000, ISBN 3-451-04997-X.
- Die Sehnsucht der Schwalbe. (= dtv. 62195). Roman. München 2000, ISBN 3-423-62195-8.
- Angst im eigenen Land. Israelische und palästinensische Schriftsteller im Gespräch. Essays. Nagel & Kimche, Zürich 2001, ISBN 3-312-00281-8.
- Die Farbe der Worte. Geschichten und Bilder. illustriert von Root Leeb. ars vivendi, Cadolzburg 2002, ISBN 3-89716-364-0: als Hörbuch: Die Farbe der Worte. Kalendergeschichten. DHV – Der Hörverlag, ISBN 3-89584-905-7. (2 CDs)
- Mit fremden Augen. Tagebuch über den 11. September, den Palästinakonflikt und die arabische Welt. Palmyra, Heidelberg 2002, ISBN 3-930378-44-2; Taschenbuchausgabe: dtv 13241, München 2004, ISBN 3-423-13241-8.
- mit seiner Schwester Marie Fadel: Damaskus, der Geschmack einer Stadt. Sanssouci, München 2002, ISBN 3-7254-1236-7.
- Wie ich Papa die Angst vor Fremden nahm. Hanser, München 2003, ISBN 3-446-20331-1.
- Das große Rafik Schami Buch. Illustrationen von Root Leeb, dtv 62150, München 2003, ISBN 3-423-62150-8; NA dtv 62418, München 2009, ISBN 978-3-423-62418-3.
- Die schönsten Märchen. Hanser, München 2003, ISBN 3-446-20343-5.
- Die dunkle Seite der Liebe. Hanser, München 2004, ISBN 3-446-20536-5; dtv, München 2010, ISBN 978-3-423-21224-3. Als Hörbuch, gelesen von Andrea Hörnke-Triess, Markus Hoffmann und Rafik Schami. Verlag Steinbach sprechende Bücher, ISBN 3-88698-753-1. (21 CD)
- mit dem Duo Pianoworte: Der Schnabelsteher. Hörbuch, gelesen von Helmut Thiele. Audionauten, ISBN 978-3-89830-949-3. (1 CD)
- Damaskus im Herzen und Deutschland im Blick. Hanser, München 2006, ISBN 3-446-20732-5; dtv, München 2009, ISBN 978-3-423-13796-6.
- mit Henrike Wilson (Illustrationen): Der Kameltreiber von Heidelberg. Geschichten für Kinder jeden Alters. Hanser, München 2006, ISBN 3-446-20708-2; dtv 13796, München 2009, ISBN 978-3-423-13796-6.
- als Herausgeber: Lob der Ehe. Ein weltliterarisches Treuebuch. (= Manesse Bibliothek der Weltliteratur). Anthologie. Manesse, Zürich 2007, ISBN 978-3-7175-2102-0.
- Wie federleichte Liebe einen schweren Bären bewegen kann. Illustrationen von Barbara Trapp. Verlag am Eschbach, Eschbach im Markgräflerland 2007, ISBN 978-3-88671-589-3.
- Was ich schaffe, überdauert die Zeit. Eine Geschichte von der Schönheit der Schrift. Mit Kalligraphien von Ismat Amiralai, Hanser, München 2008, ISBN 978-3-446-23043-9.
- Das Geheimnis des Kalligraphen. Hanser, München 2008, ISBN 978-3-446-23051-4; als TB: mit einer Extra-Geschichte Von der Schönheit der Schrift: dtv 13918, München 2012, ISBN 978-3-423-13918-2 (Paralleltext in arabischer Schrift).
- Die Geburt, eine Weihnachtsgeschichte. (= Eschbacher Minis). Verlag am Eschbach, Eschbach im Markgräflerland 2008, ISBN 978-3-88671-775-0.
- Eine deutsche Leidenschaft namens Nudelsalat und andere seltsame Geschichten. (= dtv. 14003). München 2011, ISBN 978-3-423-14003-4.
- „Wie sehe ich aus?“ fragte Gott. (= Edition Chrismon). Illustrationen Sandra Beer. Hansisches Druck- und Verlagshaus, Frankfurt am Main 2011, ISBN 978-3-86921-075-9.
- Die Frau, die ihren Mann auf dem Flohmarkt verkaufte. Hanser, München 2011, ISBN 978-3-446-23771-1; dtv 14158, München 2012, ISBN 978-3-423-14158-1.
- Das Herz der Puppe. Illustriert von Kathrin Schärer. Hanser, München 2012, ISBN 978-3-446-23896-1 (Kinderbuch).
- „Hast du Angst?“ fragte die Maus. Beltz, Weinheim 2013, ISBN 978-3-407-79525-0 (Kinderbuch).
- Der Mut, die Würde und das Wort. Von der Verpflichtung, den Mund aufzumachen. Eine Rede, Edition Syndikat, Karlsruhe 2013, ISBN 978-3-88190-737-8.
- Meister Marios Geschichte. Wie die Marionetten aus der Reihe tanzten. Illustrationen von Anja Maria Eisen. Hanser, München 2013, ISBN 978-3-446-24309-5 (Kinderbuch).
- Sophia oder Der Anfang aller Geschichten. Roman. Hanser, München 2015, ISBN 978-3-446-24941-7. (Als Hörbuch, gelesen von Markus Hoffmann, Verlag Steinbach sprechende Bücher, ISBN 978-3-86974-210-6, 9 CD)
- als Herausgeber und Mitautor: Sechs Sterne – Reisen. ars vivendi verlag, Cadolzburg 2015,  ISBN 978-3-86913-562-5.
  - Kurzgeschichten von Franz Hohler, Root Leeb, Monika Helfer, Michael Köhlmeier, Nataša Dragnić und Rafik Schami
- als Herausgeber und Mitautor: Sechs Sterne – Tiere. ars vivendi verlag, Cadolzburg 2016,  ISBN 978-3-86913-624-0
  - Kurzgeschichten von Franz Hohler, Root Leeb, Monika Helfer, Michael Köhlmeier, Nataša Dragnić und Rafik Schami
- Ich wollte nur Geschichten erzählen. Mosaik der Fremde. Koproduktion Hirnkost Verlag und Verlag Hans Schiler, Berlin 2017, ISBN 978-3-89930-170-0 und ISBN 978-3-945398-65-4.
- Sami und der Wunsch nach Freiheit. Roman. Beltz, Weinheim/Basel 2017, ISBN 978-3-407-82319-9.
- Flucht aus Syrien – neue Heimat Deutschland? Hirnkost Verlag, Berlin 2018, ISBN 978-3-945398-80-7.
- mit Markus Köninger (Illustration): Eine Hand voller Sterne. Graphic Novel. Beltz, Weinheim/Basel 2018, ISBN 978-3-407-82359-5. Adaption des Klassikers Eine Hand voller Sterne
- Die geheime Mission des Kardinals. Hanser, München 2019, ISBN 978-3-446-26379-6.
- Mein Sternzeichen ist der Regenbogen. Erzählungen. Hanser, München 2021, ISBN 978-3-446-27087-9.
- Gegen die Gleichgültigkeit. Über Rassismus, Orientalismus und den neuen Typus von Intellektuellen. Essay. Schiler & Mücke, Berlin/Tübingen 2021. ISBN 978-3-89930-443-5.
- Wenn Du erzählst, erblüht die Wüste. Hanser, München 2023, ISBN 978-3-446-27746-5